# Missa en mi bemoll (Janáček)
La Missa en mi bemoll (en txec: Mše Es dur), JW IX/5, composta per Leoš Janáček la primavera del 1908, és una missa inacabada per a solistes, cor mixt i orgue. Entre 1872 i 1875 va escriure la seva primera missa que es va perdre. Janáček va dictar la Missa en mi bemoll als seus alumnes de composició de l'Escola d'orgue de Brno en un exercici sobre els textos sagrats llatins a l'estil de Missa brevis. La primera representació amb l'acompanyament de l'orgue va ser el 7 de març de 1943 a l'església dels sants Ciril i Metodi de Brno dirigida per Karel Hradil, i després, ja amb l'orquestració de Petrželka, l'1 de març de 1946 a Praga per l'Orquestra Filharmònica Txeca dirigida per Rafael Kubelík.

## Enregistraments
- 1975	Ulmer Kantorei, Albrecht Haupt; Manfred Hug, orgue; AUDITE LP st, MHS LP st
- 1987	Cor de King's College, Cambridge; Stephen Cleobury; Stephen Layton, orgue; EMI CD publ 1995
- 1993	Ensemble vocal Euterpe, Lausana; Christophe Chesseney; Ives Rechsteiner, orgue; CD GALLO
- 1995	The Choir of Gonville & Caius College; Geoffrey Webber; CD ALV (ed. Paul Wingfield, amb Kyrie, Credo, Sanctus, Agnus Dei)
- 1998	Cor de Cambra de Praga; Roman Válek; Josef Kšica, orgue; CD SUP
- 1999	Cor de la catedral de Westminster, James O'Donnell (ed. Paul Wingfield, amb Kyrie, Credo, Sanctus, Agnus Dei)[1]